# Corsar

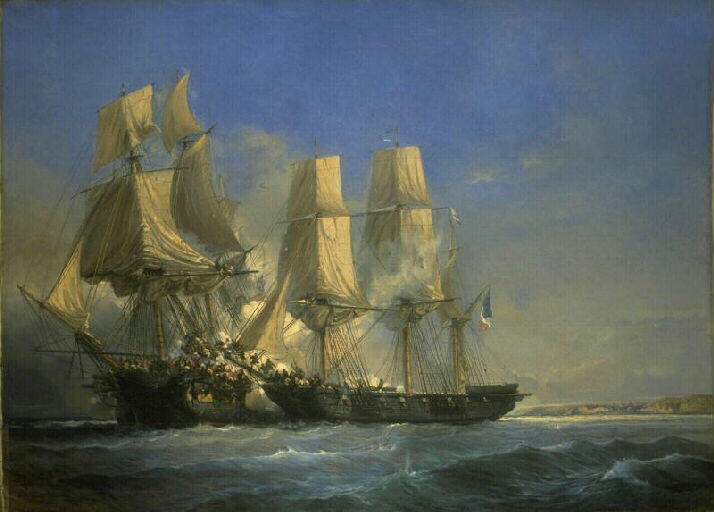
Lupta navală între corveta-corsar franceză La Dame-Ambert și fregata engleză Lily, 15 iulie 1804

Corsar (din italiană corsaro, franceză corsaire) sau navă-corsar era, în trecut, un velier înarmat, aflat în proprietatea particulară a unei persoane sau al unui grup de persoane, care, cu învoirea guvernului, ataca și jefuia vasele inamice. Același nume îl purta și comandantul unei astfel de nave, și, prin extensie, membrii echipajului.
Costurile unor asemenea expediții erau suportate de investitori privați care sperau astfel să obțină un profit considerabil. Acest tip de război naval a purtat numele de război de cursă.
Nava-corsar acționează în timp de război ca navă auxiliară sub pavilionul și controlul unui stat beligerant, dar pe contul și pentru profitul armatorului, comandantului și al echipajului, cu scopul de a comite acte ostile contra navelor comerciale inamice sau a le captura. A avut statut juridic până către sfîrșitul sec. XIX, consacrat printr-o împuternicire dată de stat, denumită „autorizație" sau „patentă de corsar" sau „scrisoare" ori „autorizație de represalii". Navele sau încărcătura lor capturate de navele corsar erau aduse într-un port de control al statului beligerant, unde captura era omologată ca „priză". Valoarea prizei se împărțea între rege și nava-corsar. Declarația de la Paris, din 16 aprilie 1856, Convenția de la Haga din 18 octombrie 1907 și Conferința navală de la Londra din 1909 care reglementează războiul maritim, au interzis acțiunea navelor-corsar. Totuși în cele două războaie mondiale navele-corsar și-au făcut din nou simțită prezența. Nava-corsar se deosebește de nava-pirat prin faptul că posedă un statut juridic, „autorizația de corsar", atacă navele inamice sau neutre în numele și sub pavilionul unui stat și aplică — cel puțin teoretic — legile războiului. În prezent, acțiunea nava-corsar este ilicită, fiind contrară dreptului internațional contemporan.